# Osso semilunar
O osso semilunar (osso lunato) é um osso da mão humana, que pode ser reconhecido pela sua grande concavidade, em forma de uma semi-lua (lua crescente ou minguante, por exemplo). Ele está situado no centro da fileira proximal do carpo (no punho), entre os ossos escafoide e piramidal.
Seu nome vem do latim "luna", que significa "lua".

## Faces
A face superior, convexa e lisa, articula com o rádio.
A face inferior é muito côncava, e articula com a cabeça do capitato, e com uma pequena parte do hamato.
As faces dorsal e palmar não são lisas, para promover uma melhor adesão aos ligamentos de articulações.
A face lateral apresenta uma forma semilunar para articular com o escafoide.
A face medial tem uma faceta lisa que articula com o osso piramidal.